# Rubus arcticus
Il lampone artico (Rubus arcticus L., 1753) è una piccola pianta arbustiva appartenente alla famiglia delle Rosacee diffuso nel nord dell'Eurasia e dell'America.

## Descrizione

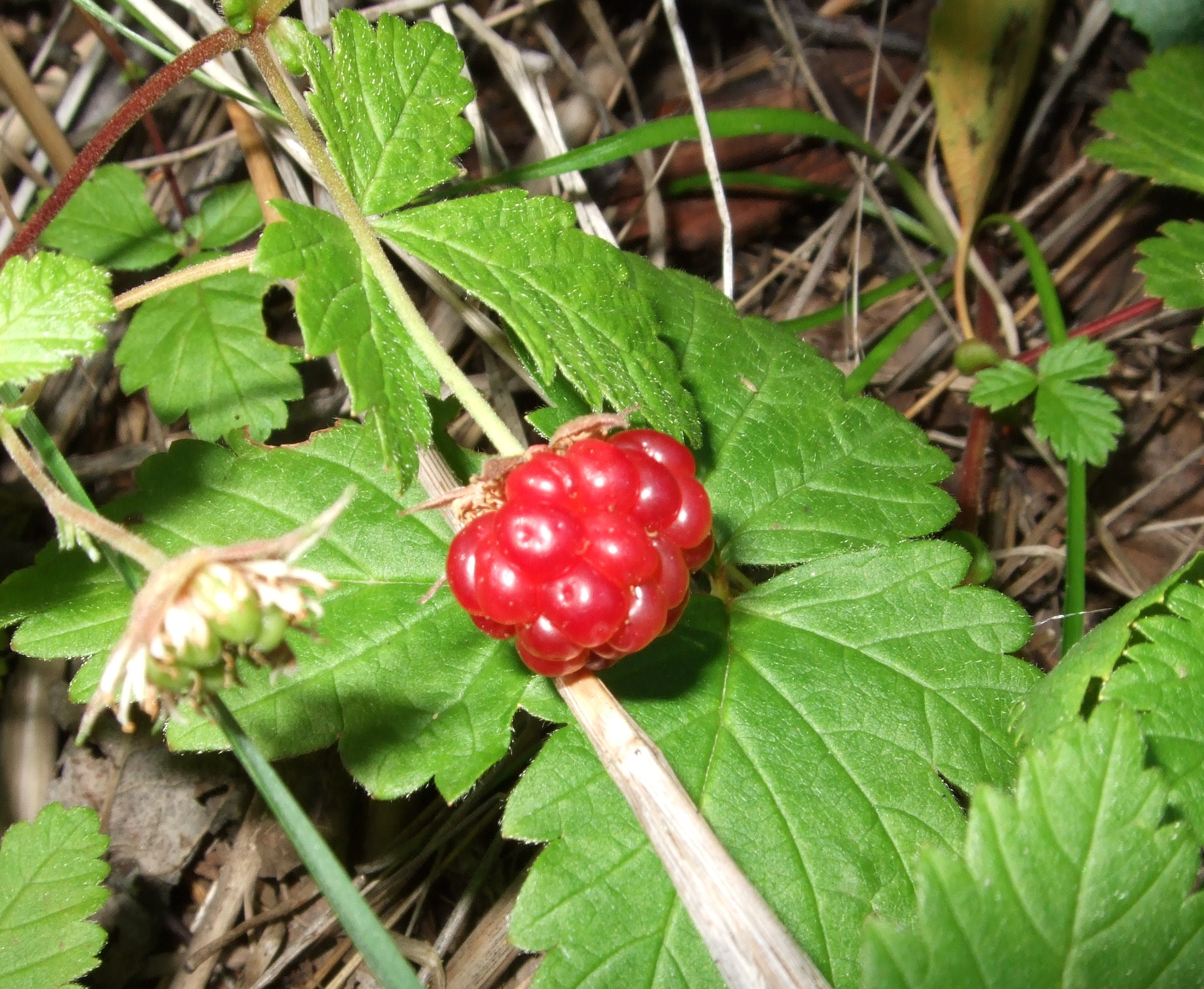
Frutto di Rubus arcticus

### Portamento
Probabilmente è il più piccolo dei rovi: raggiunge un'altezza da 10 a 30 centimetri. I gambi sono sottili, di colore verde o marrone, ramificati e ricoperti da fine peluria.

### Foglie
Le foglie sono composte da tre foglioline più piccole. Il picciolo più lungo si presenta peloso. Le foglioline hanno forma rombica od obovata e con margine irregolarmente seghettato, a volte superficialmente inciso.

### Fiori
I fiori sono piccoli e apicali, con un diametro di circa 15 millimetri, solitari e con petali di colore rosa vivo. I sepali sono 5 o 10 e si flettono all'indietro quando il frutto comincia ad ingrossarsi. Il pedicello si sviluppa alla base della foglia ed è ricoperto da una fitta peluria. Gli stami sono eretti e più corti dei petali. I 2o pistilli sono inferiori agli stami. La fioritura avviene in estate, tra giugno e luglio.

### Frutti
Il frutto è una piccola bacca globosa di colore rosso vivo e diametro non maggiore di 1 centimetro. La maturazione dei frutti avviene tra luglio ed agosto.

### Radici
L'apparato radicale è costituito da un piccolo rizoma strisciante quasi legnoso.

## Distribuzione e habitat
La specie è subartica: si trova in Alaska, Canada e Stati Uniti, nella penisola scandinava, nella Russia settentrionale sino alla Kamchatka, al Giappone, alla Corea.
Ha una resistenza insolita al freddo e predilige i suoli acidi con alto contenuto di materia organica nei boschi, pendii e calanchi. Vegeta a quote comprese tra 0 e 1.200 metri.

## Numismatica

Moneta da due euro finlandese con fiori e bacche del lampone artico

Un disegno con fiori e bacche del lampone artico, realizzato dal disegnatore Raimo Heino, è inciso sulla moneta da due euro della Finlandia.